# Maskerade (Film)
Maskerade (engl. Masquerade in Vienna) ist ein 1934 gedrehter österreichischer Operettenfilm und gilt als ein Klassiker des deutschsprachigen Films.
Das Drehbuch dieses als „Aushängeschildes des Wiener Films“ geltenden Werkes stammt von Walter Reisch und Willi Forst, der auch Regie führte. Die Hauptrollen sind mit Paula Wessely (in ihrer ersten Filmrolle), Olga Tschechowa sowie Adolf Wohlbrück besetzt.

## Handlung

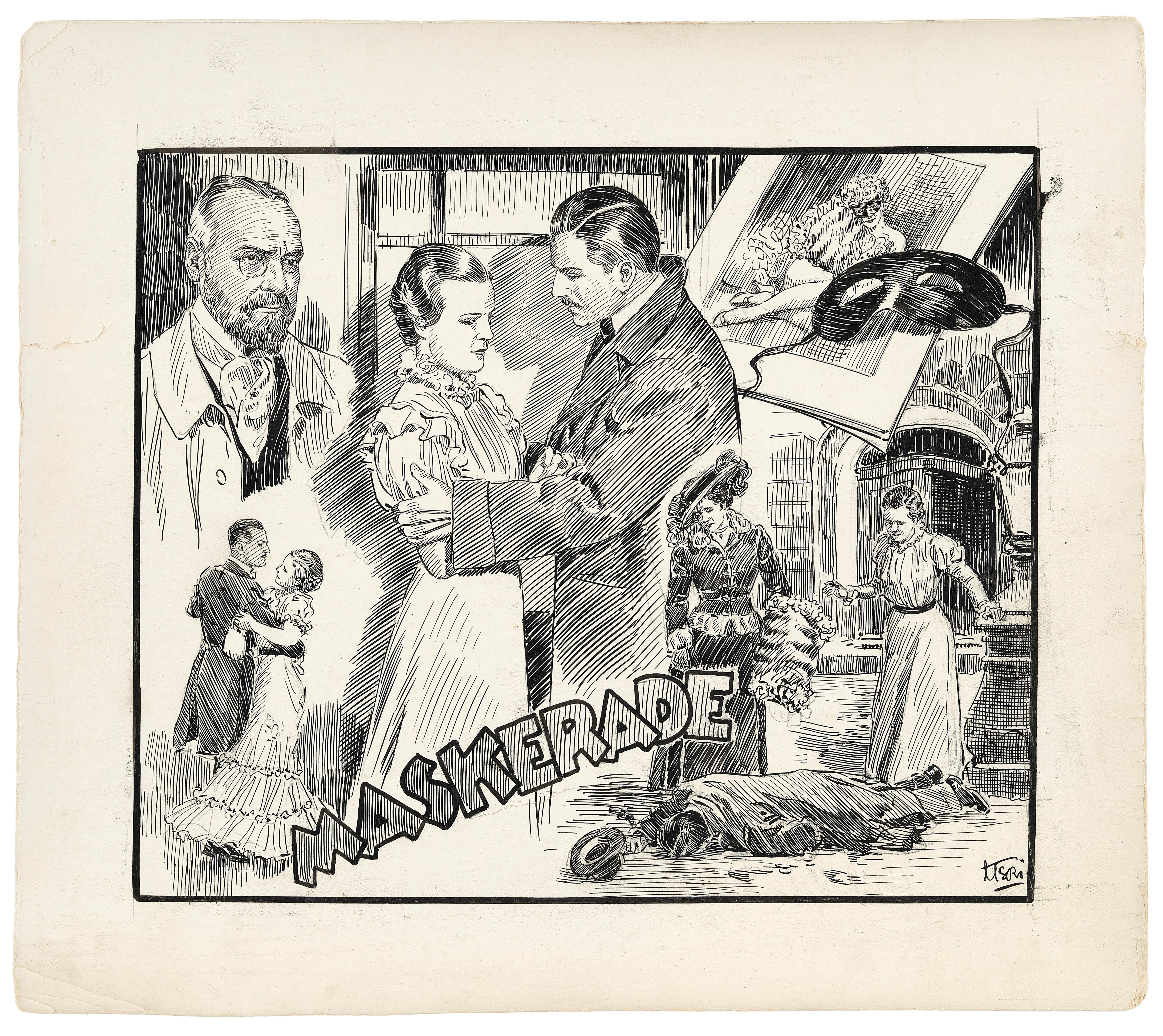
Maskerade, Zeichnung von Ladislaus Tuszyński, 1934

Kurzfassung: Der Film spielt in der gehobenen Wiener Gesellschaft um 1900. Gerda Harrandt, die Frau des Chirurgen Carl Ludwig Harrandt, lässt sich nur mit Maske und Muff bekleidet von dem Modemaler Paul Heideneck porträtieren. Bei diesem Muff handelt es sich allerdings um jenen von Anita Keller, der ehemaligen Geliebten des Malers und Verlobten des Hofkapellmeisters Paul Harrandt. Als Paul Harrandt das Bild sieht und den Maler zur Rede stellt, erfindet dieser notgedrungen den Namen einer Frau, die mit Nachnamen Dur heiße. Eine Frau dieses Namens existiert allerdings wirklich, die Vorleserin Leopoldine Dur, die bei einer Fürstin angestellt ist. Durch eine Verkettung von Zufällen kommt Leopoldine zu einem Ball bei den Harrandts, und Heideneck muss sich in der Folge zur Wahrung des Scheins um sie kümmern. Dabei verliebt er sich in die junge Frau. Die eifersüchtige Anita schildert den Skandal so, dass Leopoldine annehmen muss, von Heideneck als Spielzeug benutzt worden zu sein. Schließlich schießt sie auf Heideneck. Leopoldine rettet ihn mit Unterstützung von Carl Ludwig Harrandt. Sie hat seine ehrlichen Absichten erkannt.
Langfassung: Bei einem Ball gewinnt Anita Keller, die mit dem Hofkapellmeister Paul Harrandt verlobt ist, einen Muff, den sie anschließend Gerda borgt, der Ehefrau des Chirurgen Carl Ludwig Harrandt. Anita begehrt den Modemaler Paul Heideneck, der jedoch nichts mehr von ihr wissen will, seit sie mit Harrandt liiert ist; sie droht, ihn mit einer Mischung aus Pistole und Zigarettenetui, die sie immer in ihrer Handtasche trägt, zu erschießen. Heideneck gilt als Frauenheld und macht während des Balls Gerda den Hof, lädt sie zu einer Porträtsitzung in sein Atelier. Zu seiner Überraschung wartet sie dort bereits auf ihn, als er von dem Ball zu ihr kommt. Er zeichnet sie nackt, nur mit dem Muff vor dem Körper und einer Maske vor den Augen. Doch Gerda hatte sich Anderes von ihm erwartet und fährt nach der Vollendung der Zeichnung frustriert wieder zu dem Ball zurück, wo die Harrandts sich noch immer aufhalten und ihre Abwesenheit gar nicht bemerkt haben. Allerdings hat sie den Muff in der Kutsche liegengelassen.
Als Heideneck zu Mittag verkatert erwacht, stellt sich heraus, dass ein Zeitungsbote die anrüchige Zeichnung mitgenommen hat, im Glauben, es handle sich um eine von Heideneck zugesagte Illustration für die Faschingsbeilage. Es ist bereits zu spät: Die Zeichnung ist schon erschienen und erweckt großes Aufsehen. Carl Ludwig Harrandt erkennt den Muff, hält daher die Dargestellte für seine künftige Schwägerin und stachelt seinen Bruder auf, den Maler zur Rede zu stellen. Heideneck will jedoch nicht verraten, wer die Dargestellte wirklich ist und erfindet den Namen einer Frau, wobei er sich von einer Partitur in Paul Harrandts Hosentasche inspirieren lässt: Sie heiße Dur. Carl Ludwig Harrandt findet im Wiener Adressbuch nur eine einzige Frau mit dem Nachnamen Dur: Leopoldine Dur, die erst seit kurzem in Wien lebt und bei einer älteren Fürstin als Vorleserin angestellt ist. Paul Harrandt sucht sie auf, um sich selbst einen Eindruck von ihr zu verschaffen. Damit wäre die Sache erledigt, wenn nicht zufällig die Fürstin dazukäme. Da ihr Harrandt nicht verraten möchte, warum er wirklich in ihrem Haus ist, gibt er an, sie zu einem Fest einladen zu wollen. Die Fürstin fühlt sich zu alt dazu, schickt aber ihre Vorleserin hin. Bei diesem Fest nötigt Harrandt den Maler, sich besonders um Frau Dur anzunehmen, was dieser auch tut. Um sie und sich selbst vor Anita und Gerda zu schützen, bringt er sie zu einer Kleinkunstdarbietung in einem Café.
Carl Ludwig Harrandt hat sich wegen der vermeintlich falschen Verdächtigung bei Anita entschuldigt. Diese verlangt als Zeichen der Entschuldigung ein Bild der Dame mit dem Muff, aber diesmal ohne Maske; sie weiß ja, dass der Muff in der fraglichen Nacht bei Gerda war. Harrandt bestellt dieses Bild bei Heideneck, so dass dieser notgedrungen erneut mit Leopoldine Dur Kontakt aufnehmen muss. Als sie – zunächst wütend, weil sie glaubt, er sei auf ein sexuelles Abenteuer aus – in sein Atelier kommt, wird ihm bewusst, dass er sie nicht wie andere Damen nackt oder spärlich bekleidet malen kann, weil er sie liebt. Den Malauftrag durch Harrandt lehnt er ab.
In der Zwischenzeit bringt der Kutscher den vergessenen Muff in die Wohnung von Carl Ludwig Harrandt, nachdem er tagelang nach der Frau gesucht hat, die ihn vergessen hat. Dadurch erfährt der Chirurg, dass es seine eigene Frau war, die sich in der Ballnacht von Heideneck halt malen lassen. Gekränkt stellt er den Maler deshalb zur Rede, weil er seine Frau nackt gesehen hat.
Bei einem Besuch in Heidenecks Atelier erfährt Anita von Heidenecks Dienerin, dass der Maler Leopoldine liebt und sie heiraten möchte. Ihre Eifersucht kann sie kurz danach bei einem Kaffeekränzchen bei der Fürstin ausleben, bei dem Leopoldine Dur serviert: Sie schildert die Sache mit dem Bild in anonymisierter Form und sagt dabei, dass sich Heideneck nur zum Schein mit der vermeintlich Dargestellten abgebe, die so dumm sei, an seine Liebe zu glauben. Heideneck hat Derartiges geahnt und ist auch zum Haus der Fürstin gekommen. Er spricht mit Leopoldine, die jedoch misstrauisch ist. Vor dem Haus trifft er auf Anita, sagt auch ihr, dass er Leopoldine liebt, worauf sie ihn niederschießt.
Leopoldine und der Gärtner sind offenbar die einzigen, die den Schuss gehört haben. Leopoldine veranlasst den Gärtner, den Bewusstlosen ohne Aufsehen ins Glashaus zu bringen, während sie Professor Harrandt sucht. Sie findet ihn in der Oper, wo sein Bruder gerade eine Aufführung dirigiert. Harrandt lässt sich überreden, Heideneck zu behandeln. Er operiert ihn im Glashaus und erhält dafür von Leopoldine die Waffe, die er als die von Anita erkennt. Er kommt noch rechtzeitig vor dem Ende der Aufführung in die Oper, gibt Anita die Waffe zurück und ist froh, dass dank Leopoldine niemand von dem Attentat erfahren hat. Die Schlussszene zeigt Leopoldine alleine im Glashaus, während Heideneck aus der Narkose erwacht.
„Maskerade“ ist der Titel, den Heideneck seiner Zeichnung gibt. Diese ist übrigens im Film nie zu sehen.

## Hintergrund
Paula Wessely galt spätestens seit ihrem Triumph als Rose Bernd 1932 als der Theaterstar des deutschsprachigen Raums. Dass sie als „unfotografierbar“ galt, da sie nicht dem damals gängigen Schönheitsideal entsprach, dürfte allerdings nicht ganz zutreffen. Bereits Ende 1932 erhielt Wessely erste Filmangebote, schlug diese jedoch aufgrund mangelnder Eignung der Stoffe vorerst aus. Bereits bei Willi Forsts erstem Film Leise flehen meine Lieder (1933) wurde auf ihre Mitwirkung spekuliert, sie zeigte jedoch kein Interesse.
Forst und sein Drehbuchautor Walter Reisch fassten zusammen mit dem Produzenten Oskar Pilzer von der Wiener Tobis-Sascha den Entschluss, eine vollkommen auf Wessely zugeschnittene Handlung zu entwerfen, wie Forst in seinen posthum veröffentlichten Lebenserinnerungen berichtete. In einer Schlüsselszene hatte sie die Worte zu sagen: „So ein Künstler kann doch ganz andere Frauen haben. Warum soll gerade ich ihm gefallen? Warum gerade ich?“ Kurz darauf gibt sie sich selbst die Antwort: „Warum nicht gerade ich?“. Wessely sagte im September 1933 gegen ein Gagenangebot von 30.000 Schilling zu und stellte die Bedingungen, dass ihr Name vor dem Filmtitel genannt werde und „nach Möglichkeit“ Franz Planer die Kamera übernehmen sollte. Im Oktober wurden die ursprünglich für Dezember 1933 geplanten Dreharbeiten auf den Februar des Folgejahres verlegt und Wesselys Gage auf 36.000 Schilling erhöht.
Im Februar 1934, mitten im Österreichischen Bürgerkrieg, stellten Walter Reisch und Willi Forst im Wiener Hotel Kranz-Ambassador das Drehbuch zu Maskerade fertig. Die männliche Hauptrolle wollte Forst ursprünglich mit Rudolf Forster besetzen, doch als dieser absagte entschied er sich auf Vorschlag der UFA für Wohlbrück. Es war erst der zweite Film in dem Willi Forst Regie führte, gilt aber dennoch als eines seiner Meisterwerke. Am 20. Februar 1934 begann man mit den Dreharbeiten in den Wiener Rosenhügel-Filmstudios, die Drehzeit betrug lediglich 34 Tage. Zum ersten Mal bei einem österreichischen Film kam ein Kamerakran in Form eines Laufkrans zum Einsatz.
Da die Mikrophone zu dieser Zeit noch nicht sehr empfindlich waren, mussten diese so nahe wie möglich an die Schauspieler herangebracht werden. Wegen des Bildausschnittes und wegen der Schatten, die Mikrophone bei Scheinwerferbeleuchtung geworfen hätten, wurden diese in vielen Szenen hinter allen möglichen Gegenständen wie Sesseln, Bücherstapeln und Vasen versteckt. Trotzdem mussten die Schauspieler immer wieder angewiesen werden, lauter zu sprechen, was nicht zuletzt bei zwangsläufig leisen Szenen für Schwierigkeiten sorgte.
Wesentlich zur Wirkung des Films trug auch der als „Kameravirtuose“ geltende Franz Planer mit seinen bewegten und lichtmäßig schönen Einstellungen bei. Mit dem Architekten und Lehrer der Kunstgewerbeschule Oskar Strnad war ein Prominenter der Wiener Kunstszene für die Ausstattung zuständig. Emil Stepanek stand ihm als erfahrener Filmarchitekt zur Seite. Strnads Kostümentwürfe sagten Forst allerdings nicht zu, weshalb hierfür Gerdago beauftragt wurde. Das von ihr entworfene und Paula Wessely auf den Leib geklebte Kleid trug dann seinen Teil zum Erfolg des Films und Paula Wesselys Durchbruch bei. Als Komponisten engagierte man den damals viel gefragten Willy Schmidt-Gentner, welcher die Filmmusik mit den Wiener Philharmonikern einspielte.
Die Uraufführung von Maskerade erfolgte am 21. August 1934 im Berliner Gloria-Palast, in Wien wurde Maskerade erstmals am 27. September im Beisein von Repräsentanten des Ständestaates aufgeführt. Die angegebenen Produktionskosten des Films beliefen sich angeblich auf exakt 863.539,45 Schilling.

### Figuren
Einige Nebenfiguren sind, wie Theaterwissenschaftlerin Marion Linhardt dokumentierte, Anspielungen auf prominente Persönlichkeiten aus der Zeit um die Jahrhundertwende: Mit Anita Keller ist Alma Mahler-Werfel gemeint, mit dem Hofopernkapellmeister Paul Harrandt Gustav Mahler, mit dem Arzt Carl Ludwig Harrandt Arthur Schnitzler, mit dessen Frau Gerda Harrandt Adele Sandrock, mit dem Maler Heideneck Ferdinand von Reznicek und mit Fürstin M. Pauline Metternich.

## Rezeption
Die Presse war voll des Lobes und pries den Film als Kunstwerk. In Berlin stand das Publikum 71 Tage lang an, um Karten für Maskerade zu bekommen. Nach nur fünf Wochen zählte man den hunderttausendsten Besucher. Millionen Frauen identifizierten sich mit Hauptdarstellerin Paula Wessely und imitierten ihren eigenartigen Scheitel sowie ihre Kleidung. Auch die Männer empfanden große Sympathie für die von ihr dargestellte Figur. Der Name des jüdischen Drehbuchautors Walter Reisch wurde jedoch im nationalsozialistischen Deutschland auf Filmplakaten, in Programmheften und in der Presse verschwiegen.
Nicht nur in allen deutschen und österreichischen Städten war der Film ein Erfolg, er wurde mit Untertiteln auch in Prag, Budapest, Kopenhagen, London und Paris gezeigt. Wegen des großen Erfolgs des Films wurde 1935 in den Vereinigten Staaten ein Remake in englischer Fassung mit dem Namen „Escapade“ hergestellt. Szene für Szene wurde fast identisch nachgedreht, Hauptdarsteller dieser Version sind Luise Rainer und William Powell.
Ende der 1970er Jahre schrieb Reisch auf der Grundlage von Maskerade eine Operette desselben Namens, zusammen mit seinem Cousin Georg Kreisler, der die Musik komponierte (Kreisler hatte schon 1946 bei dem Film „Song of Scheherazade“ in Hollywood mit Reisch zusammengearbeitet). Eigentlich war Robert Stolz dafür vorgesehen die Musik zu schreiben, verstarb aber 1975 im Alter von 95 Jahren, als er gerade damit begonnen hatte. Die Uraufführung fand 1983 bei den Wiener Festwochen im Theater in der Josefstadt unter Kreislers musikalischer Leitung statt und lief zwei Spielzeiten vor ausverkauftem Haus. Seither wurde das Werk nie mehr gespielt. Reisch erlebte die Aufführung nicht mehr, da er schwer erkrankte und am 28. März 1983 in Los Angeles verstarb.

## Kritiken
„Anmutig und mit feinem Humor inszeniert.“

„Die auf Atmosphäre bedachte Inszenierung, von romantischer Nostalgie und satirischen Zwischentönen erfüllt, ließ eine vergangene Epoche wiederaufleben. Die Jahrhundertwende Wiener Prägung wurde für die folgenden Jahrzehnte zum eigentlichen Thema des österreichischen Films.“

Karlheinz Wendtland bezeichnete Maskerade als „Klassiker“, der ein „Spitzenfilm“ sei, „ein künstlerisches Erlebnis!“ Wendtland führte weiter aus: „In diesem Film stimmt alles, die Welt um 1905 in Wien, die Charaktere, das Spiel, die Atmosphäre und die ausgezeichnete, empfindsame Kamera. Paula Wessely, die wir in ihrem ersten Film erleben, zeigt sich ohne Filmgesicht als echter Mensch. Sie gebietet Hochachtung vor dieser schlichten Größe. Dieser Film gilt mit Recht als ein Meisterwerk aus einem Guß.“

## Auszeichnungen
- Große Goldene Medaille der Nat. Fasch. Conf. der Künstler und freiberuflich Tätigen für das beste Sujet bei den Internationalen Filmfestspielen von Venedig 1934
- Prädikat „künstlerisch“ der Filmprüfstelle